# Atlantic Records Russia: F1rst Blood
Atlantic Records Russia: F1rst Blood — первый сборник песен артистов лейбла Atlantic Records Russia. Его выпуск приурочен к созданию российского подразделения лейбла Atlantic Records на основе российского лейбла Zhara Music. «F1rst Blood» (с англ. — «Первая кровь») в названии сборника символизирует начало новой главы в жизни лейбла.

## Описание

### История
24 марта 2021 года стало известно о покупке российского лейбла Zhara Music третьим по величине в мире музыкальным концерном Warner Music Group. На его базе было создано российское подразделение американского лейбла Atlantic Records, входящего в группу компаний Warner Music.
23 апреля 2021 года Atlantic Records Russia выпустили приуроченный к созданию нового лейбла сборник. В него входит пятнадцать треков, десять из которых — новые композиции, а оставшиеся пять — ранее изданные на Zhara Music треки.

### Отзывы
Алексей Мажаев из InterMedia акцентирует своё внимание на том, что издание сборника выглядит скорее как имиджевый шаг новорождённого лейбла, который хочет продемонстрировать свои намерения и поделиться первыми успехами, а не показать слушателю что-то новое.
Мажаев называет данный сборник неудачной попыткой воскресить ранее известный музыкальный жанр «кальян-рэп» и резюмирует, что реструктуризация лейбла не поможет вернуть интерес к жанру, который уже перестал был интересен слушателям. По его мнению, компиляция может разве что свидетельствовать о кризисе жанра и дефиците идей.
Рецензент выделил только те композиции, которые выбиваются из общей массы и имеют отличное от других треков звучание: «Королева бала» от ЛСП, «Ещё не поздно» от Давы, «Ментол» от Эмина и «Я с тобой» от самого́ генерального продюсера лейбла Bahh Tee совместно с Turken.

## Список композиций
| №                   | Название                         | Исполнитель         | Длительность |
| ------------------- | -------------------------------- | ------------------- | ------------ |
| 1.                  | «Техно»                          | HammAli & Navai     | 2:43         |
| 2.                  | «Изи»                            | Зомб                | 2:00         |
| 3.                  | «Лунная»                         | Gidayyat            | 2:40         |
| 4.                  | «Океан»                          | Ice Lo              | 2:53         |
| 5.                  | «Королева бала»                  | ЛСП                 | 2:31         |
| 6.                  | «Эверест»                        | PLC                 | 4:07         |
| 7.                  | «Образ»                          | Idris & Leos        | 2:27         |
| 8.                  | «Ещё не поздно»                  | Dava                | 2:36         |
| 9.                  | «Пули»                           | Asammuell           | 2:43         |
| 10.                 | «Я помню всё»                    | Lil Kate            | 2:31         |
| 11.                 | «Разлюбил?»                      | Эллаи               | 2:29         |
| 12.                 | «Гравитация»                     | Джоззи, Artik       | 3:06         |
| 13.                 | «Can't Buy Me Loving / La La La» | Rauf & Faik         | 3:25         |
| 14.                 | «Ментол»                         | Emin                | 3:25         |
| 15.                 | «Я с тобой»                      | Bahh Tee, Turken    | 2:38         |
| Общая длительность: | Общая длительность:              | Общая длительность: | 42:14        |